# Gens Cilnia
La gens Cilnia era una famiglia etrusca presente nell'antica Roma, dalla tarda Repubblica all'epoca imperiale. La gens Cilnia è conosciuta soprattutto grazie a Gaio Cilnio Mecenate, amico fidato e consigliere di Augusto, famoso per la sua immensa ricchezza e per il suo patrocinio delle arti. Almeno due dei Cilnii ottennero il titolo di consoli sotto l'Impero.

## Origine
I Cilnii provenivano dalla città etrusca di Arretium, dove facevano parte della nobiltà locale e avevano un tempo il titolo di Lucumone o re. Il loro nome era scritto originariamente Cfelne o Cfenle, successivamente latinizzato in Cilnius, così come l'etrusco Lecne divenne Licinius. I Cilnii sostennero gli interessi romani in Etruria e furono espulsi da Arretium nel 301 a.C., ma riconquistarono la loro posizione con l'aiuto romano.

## Rami e cognomina
L'unica famiglia dei Cilnii a raggiungere l'importanza sotto la Repubblica portava il cognomen Maecenas, a volte trovato come Maecaenas o Maecoenas. Essi rivendicavano la loro discendenza da Lars Porsenna, il leggendario re di Clusium, che ebbe un ruolo di primo piano nella storia della Repubblica romana. Il nome potrebbe derivare da un luogo, forse lo stesso in cui si produceva il vino chiamato vina Maecenatiana. Sulle urne funerarie etrusche, i nomi di Cilnius e Maecenas ricorrono separatamente, ma mai insieme, il che fa concludere a Müller che queste famiglie si unirono solo in un periodo successivo. A Roma, la famiglia faceva parte dell'ordine equestre. I Cilnii dell'epoca imperiale portavano altri cognomi, tra cui Paetinus, un diminutivo di Paetus, originariamente attribuito a una persona con gli occhi spenti, e Proculus, un antico praenomen che era caduto in disuso, ma che fu ripreso come cognome comune. Sembra che fosse un diminutivo di procus, un principe o un nobile, anche se al tempo di Varrone un'etimologia popolare sosteneva che originariamente designasse un bambino nato quando il padre era lontano da casa.

## Membri
- Gaio Cilnio Mecenate, appartenente all'ordine equestre, che fu determinante nel sedare la congiura del tribuno Marco Livio Druso nel 91 a.C.; era probabilmente il nonno, o forse il padre, del famoso Mecenate.[4]
- Gaio Cilnio Mecenate, amico e sostenitore di Ottaviano, poi dell'imperatore Augusto, di cui divenne fidato consigliere.
- Gaio Cilnio Paetino, pretore e legato sotto Tiberio.[5]
- Gaio Cilnio Proculo, console suffectus per gli ultimi quattro mesi dell'87 d.C.
- Lucio Cilnio Secondo, comandante di una coorte ausiliaria di stanza in Mesia Superiore intorno al 93 d.C.[6]
- Gaio Cilnio C.Proculo, console suffetto nel 100 d.C., probabilmente per i mesi di maggio e giugno. Si pensa che fosse il figlio di Gaio Cilnio Proculo, console dell'87.[7]